# 110 mètres haies aux Jeux olympiques d'été de 1956
Pour un article plus général, voir Athlétisme aux Jeux olympiques d'été de 1956.
Navigation
Helsinki 1952 Rome 1960
L'épreuve du 110 mètres haies aux Jeux olympiques d'été de 1956 s'est déroulée les 27 et 28 novembre 1956 au Melbourne Cricket Ground de Melbourne, en Australie.  Elle est remportée par l'Américain Lee Calhoun .

## Résultats

### Finale
| Rang               | Athlète         | Pays                       | Temps  |
| ------------------ | --------------- | -------------------------- | ------ |
| Médaille d'or      | Lee Calhoun     | États-Unis                 | 13 s 5 |
| Médaille d'argent  | Jack Davis      | États-Unis                 | 13 s 5 |
| Médaille de bronze | Joel Shankle    | États-Unis                 | 14 s 1 |
| 4                  | Martin Lauer    | Équipe unifiée d’Allemagne | 14 s 5 |
| 5                  | Stanko Lorger   | Yougoslavie                | 14 s 5 |
| 6                  | Boris Stolyarov | Union soviétique           | 14 s 6 |